# Чинук (Вашингтон)
Чинук (англ. Chinook) — переписна місцевість (CDP) в США, в окрузі Пасифік штату Вашингтон. Населення — 466 осіб (2010).

## Географія
Чинук розташований за координатами 46°16′32″ пн. ш. 123°56′32″ зх. д. / 46.27556° пн. ш. 123.94222° зх. д. (46.275503, -123.942233).  За даними Бюро перепису населення США в 2010 році переписна місцевість мала площу 2,62 км², уся площа — суходіл.

## Демографія
Згідно з переписом 2010 року, у переписній місцевості мешкало 466 осіб у 230 домогосподарствах у складі 135 родин. Густота населення становила 178 осіб/км².  Було 287 помешкань (110/км²).
Расовий склад населення:
| - 89,9 % — білих - 2,4 % — корінних американців - 0,4 % — азіатів - 2,8 % — осіб інших рас |

До двох чи більше рас належало 4,5 %. Частка іспаномовних становила 4,5 % від усіх жителів.
За віковим діапазоном населення розподілялося таким чином: 15,2 % — особи молодші 18 років, 57,5 % — особи у віці 18—64 років, 27,3 % — особи у віці 65 років та старші. Медіана віку мешканця становила 54,2 року. На 100 осіб жіночої статі у переписній місцевості припадало 107,1 чоловіків;  на 100 жінок у віці від 18 років та старших — 105,7 чоловіків також старших 18 років.
Середній дохід на одне домашнє господарство  становив 62 313 долари США (медіана — 51 538), а середній дохід на одну сім'ю — 64 845 доларів (медіана — 51 346). 
Цивільне працевлаштоване населення становило 170 осіб. Основні галузі зайнятості: освіта, охорона здоров'я та соціальна допомога — 19,4 %, виробництво — 17,1 %, транспорт — 11,8 %, фінанси, страхування та нерухомість — 11,2 %.